# Cedar Rapids
Pour la localité dans le comté de Boone dans le N
ebraska, aux États-Unis, voir Cedar Rapids (Nebraska).
Cedar Rapids (en anglais [ˌsiːdɝˈɻæpɨdz]) est la seconde plus grande ville de l'État américain de l’Iowa dans le Midwest. Elle est nommée d'après la rivière Cedar qui la traverse. Cedar Rapids est le siège du comté de Linn.
Lors du recensement fédéral de 2020, la ville comptait 137 710 habitants contre 126 326 habitants lors du  celui de 2010. Sa superficie est de 166,8 km2 (dont 1,99 % d'eau), pour une densité de 738,4 hab./km2 (en 2010),

## Démographie
| Groupe            | Cedar Rapids | Iowa  | États-Unis |
| ----------------- | ------------ | ----- | ---------- |
| Blancs            | 88,0         | 91,3  | 72,4       |
| Noirs             | 5,6          | 2,9   | 12,6       |
| Métis             | 2,9          | 1,8   | 2,9        |
| Asiatiques        | 2,2          | 1,7   | 4,8        |
| Autres            | 0,9          | 1,8   | 6,2        |
| Amérindiens       | 0,3          | 0,4   | 0,9        |
| Océaniens         | 0,1          | 0,1   | 0,2        |
| Total             | 100,0        | 100,0 | 100,0      |
|                   |              |       |            |
| Latino-Américains | 3,3          | 5,0   | 16,3       |

Selon l'American Community Survey, pour la période 2011-2015, 94,96 % de la population âgée de plus de 5 ans déclare parler anglais à la maison, alors que 2,13 % déclare parler l'espagnol et 2,91 % une autre langue.

## Transports
Cedar Rapids possède un aéroport municipal (code AITA : CID).

## Lieux culturels
La ville possède un Paramount Theater qui a ouvert à la fin des années 1920 et qui propose aujourd'hui des spectacles en tous genres (concert, danse, productions de Broadway...).

### Musées
La ville abrite plusieurs musées:
- le National Czech & Slovak Museum & Library
- l'Indian Creek Nature Center interactif
- le musée d'art de Cedar Rapids[6] offrant à la visite la collection d'œuvres de Grant Wood la plus importante du pays. Le musée fait aussi visiter l'atelier de l'artiste au 5 Turner Alley.

### Religion

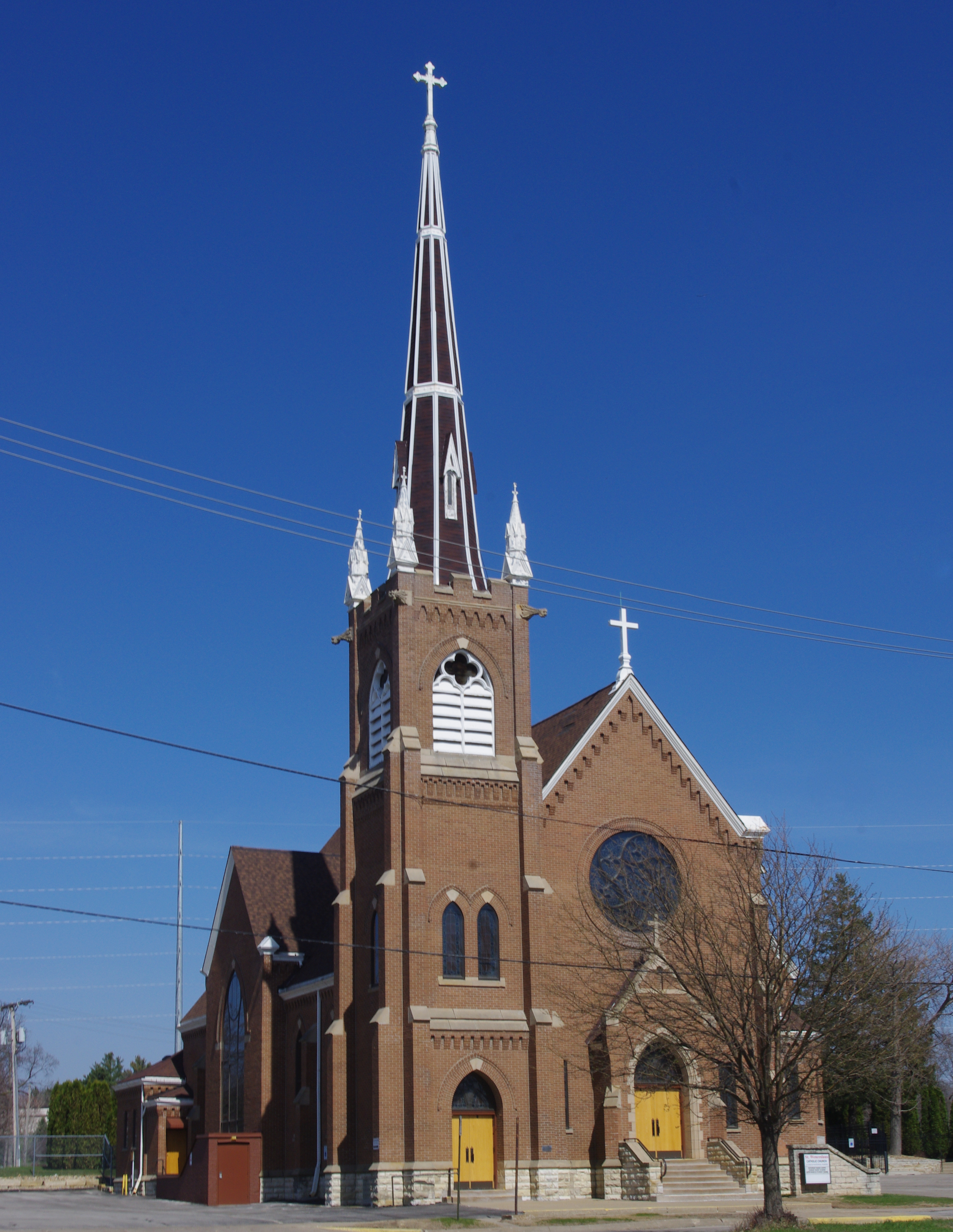
Église Saint-Wenceslas de Cedar Rapids

La ville offre plusieurs lieux de prières dont des églises de diverses confessions, les plus nombreuses étant catholiques (archidiocèse de Dubuque) :
- Saint-Patrick, construite en 1891 pour la communauté irlandaise
- Saint-Wenceslas, construite en 1904 pour la communauté venue de Bohême et de l'actuelle Slovaquie
- Saint-Jean-XXIII, construite en 2000
- Sainte-Ludmilla, construite en 2001
- Saint-Pie-X, construite en 2004

Il y a deux temples méthodistes : St. Paul United Methodist Church et St. James United Methodist Church.
Cedar Rapids a la particularité d'avoir le cimetière musulman le plus ancien des États-Unis, puisqu'il date de 1948. Il y a deux mosquées dans la ville, les premiers immigrés musulmans étant arrivés ici dès 1895 de la Plaine de la Bekaa.

## Éducation
- Mount Mercy University, fondée en 1928 par les Sœurs de la Miséricorde